# Provinz Yarowilca

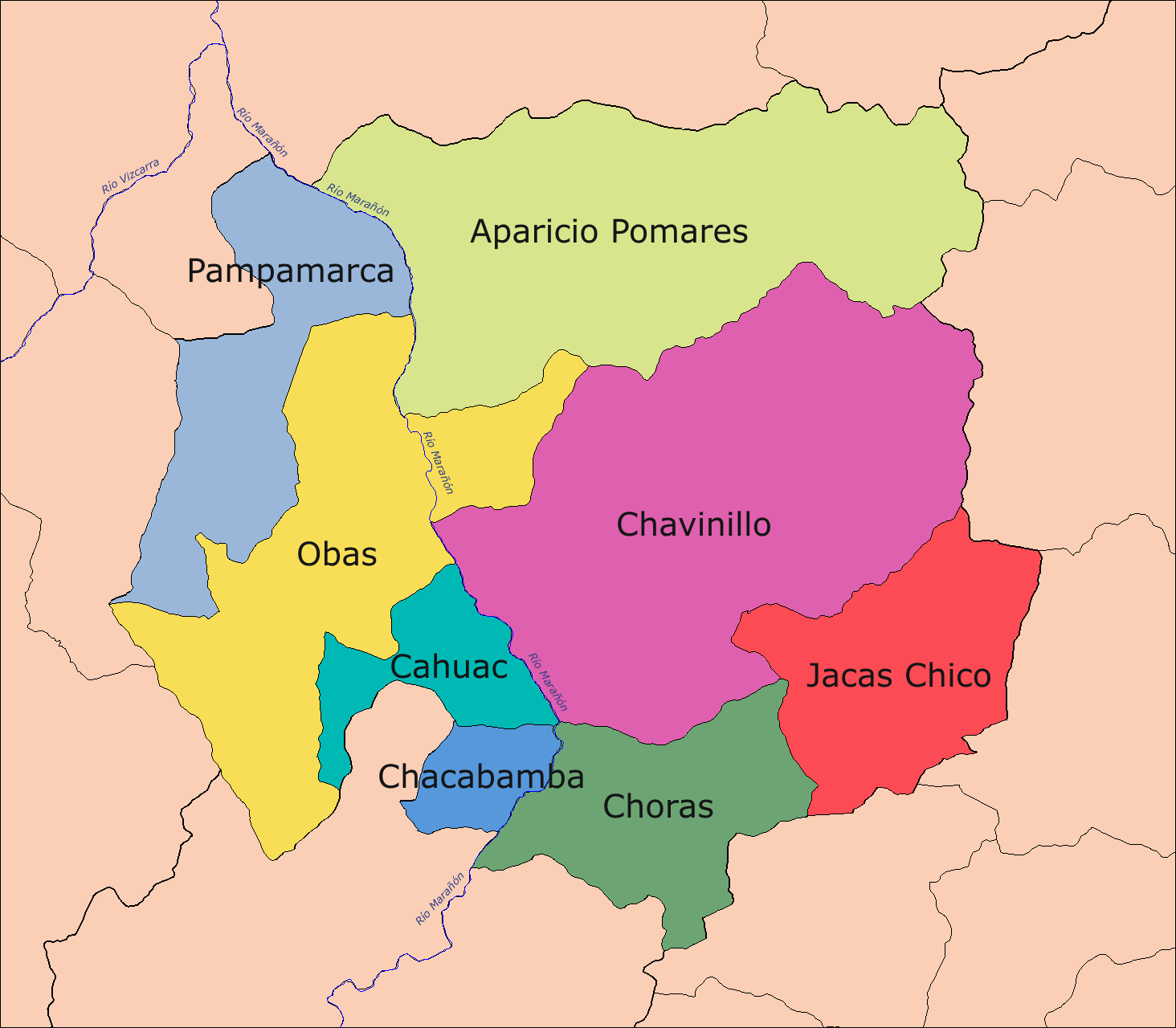
Lage der Distrikte

Die Provinz Yarowilca ist eine von elf Provinzen der Region Huánuco in Zentral-Peru. Die Provinz hat eine Fläche von 760 km². Beim Zensus 2017 lebten 21.043 Menschen in der Provinz. Im Jahr 1993 lag die Einwohnerzahl bei 32.972, im Jahr 2007 bei 32.380. Die Provinzverwaltung befindet sich in der Kleinstadt Chavinillo.

## Geographische Lage
Die Provinz Yarowilca liegt etwa 250 km nordnordöstlich der Landeshauptstadt Lima sowie 40 km westnordwestlich der Regionshauptstadt Huánuco. Sie liegt an der Westflanke der peruanischen Zentralkordillere. Der Oberlauf des Río Marañón durchfließt die Provinz in nördlicher Richtung.
Die Provinz Yarowilca grenzt im Westen und Norden an die Provinz Dos de Mayo, im Osten an die Provinz Huánuco sowie im Süden an die Provinz Lauricocha.

## Verwaltungsgliederung
Die Provinz Yarowilca gliedert sich in acht Distrikte (Distritos). Der Distrikt Chavinillo ist Sitz der Provinzverwaltung.
| Distrikt         | Verwaltungssitz              |
| ---------------- | ---------------------------- |
| Aparicio Pomares | Chupán                       |
| Cáhuac           | Cáhuac                       |
| Chacabamba       | Chacabamba                   |
| Chavinillo       | Chavinillo                   |
| Choras           | Choras                       |
| Jacas Chico      | San Cristóbal de Jacas Chico |
| Obas             | Obas                         |
| Pampamarca       | Pampamarca                   |